# Intergiro
Het intergiroklassement was een nevenklassement in de Ronde van Italië. De intergiro deed in de Giro van 1989 zijn intrede. De Ronde van Italië van 2005 was de laatste keer dat het klassement bestond. In de Ronde van Italië 2024 keerde het intergiroklassement weer terug.
Het intergiroklassement was een variant op het tussensprintklassement in het wielrennen. Ergens op de helft van de etappe wordt in principe een finishlijn getrokken waar de tijden van de renners worden opgenomen net als op het einde van een etappe. Het enige verschil hier is dat de renners na de intergiro gewoon doorrijden. Net als bij de finish van de etappe zijn er bij de intergiro bonificaties te verdienen voor de eerste renners die de streep passeren. De klassementsleider van de intergiro droeg de blauwe trui. 
Bij de terugkeer in de Ronde van Italië 2024 gaat het niet meer om tijd maar om punten, ook wordt er geen trui meer uitgereikt. De bonificaties zijn wel behouden gebleven. De punten lopen af van 12 punten voor de nummer 1 en 1 punt voor de nummer 8 van de tussensprints. De punten van het intergiroklassement tellen tevens mee voor het Puntenklassement. Tussensprints voor het puntenklassement tellen andersom niet mee voor het intergiroklassement. 
De intergiro werd indertijd ingevoerd om renners die niet goed genoeg waren voor het algemeen klassement toch te kunnen laten strijden voor een trui. Er waren renners die hun hele Ronde van Italië afstemden op het intergiro-klassement en na deze gepasseerd te hebben rustig de etappe uitreden. De animo voor de intergiro werd echter naarmate de jaren vorderden steeds minder. De laatste jaren waren er steevast maar twee à drie renners die streden voor de blauwe trui. Daarom is in de Ronde van Italië van 2006 het intergiro-klassement vervangen door een combinatieklassement. Nadat dit ook niet succesvol bleek te zijn is sinds 2007 de jongerentrui weer ingevoerd, waardoor de klassementsverdeling hetzelfde is geworden als in de Ronde van Frankrijk: Leiderstrui, puntentrui, bergtrui, jongerentrui.

## Lijst van winnaars
| Jaar | Eerste                   | Tweede             | Derde                  |
| ---- | ------------------------ | ------------------ | ---------------------- |
| 1989 | Jure Pavlič              | Laurent Fignon     | Claude Criquielion     |
| 1990 | Phil Anderson            | Massimo Ghirotto   | Luca Gelfi             |
| 1991 | Alberto Leanizbarrutia   | Claudio Chiappucci | Franco Chioccioli      |
| 1992 | Miguel Indurain          | Claudio Chiappucci | Laurent Bezault        |
| 1993 | Ján Svorada              | Stefano Colagè     | Miguel Indurain        |
| 1994 | Djamolidin Abdoesjaparov | Jevgeni Berzin     | Fabiano Fontanelli     |
| 1995 | Tony Rominger            | Giovanni Fidanza   | Jevgeni Berzin         |
| 1996 | Fabrizio Guidi           | Fabrizio Bontempi  | Mauro Bettin           |
| 1997 | Dmitri Konysjev          | Mario Cipollini    | Glenn Magnusson        |
| 1998 | Gian Matteo Fagnini      | Mariano Piccoli    | Nicola Loda            |
| 1999 | Fabrizio Guidi           | Massimo Strazzer   | Gian Matteo Fagnini    |
| 2000 | Fabrizio Guidi           | Dmitri Konysjev    | Diego Ferrari          |
| 2001 | Massimo Strazzer         | Stefano Zanini     | Moreno Di Biase        |
| 2002 | Massimo Strazzer         | Serhij Hontsjar    | Aitor González Jiménez |
| 2003 | Magnus Bäckstedt         | Ján Svorada        | Constantino Zaballa    |
| 2004 | Raffaele Illiano         | Crescenzo D'Amore  | Mariano Piccoli        |
| 2005 | Stefano Zanini           | Paolo Bettini      | Sven Krauss            |
| 2024 | Filippo Fiorelli         | Julian Alaphilippe | Andrea Pietrobon       |

 winnaars · 
roze trui · 
  puntenklassement · 
  bergklassement · 
 jongerenklassement · 
 intergiro · 
 ploegenklassement · 
 strijdlust · 
 zwarte trui
Giro d'Italia Next Gen · Giro Donne · Cima Coppi
 Belgische rozetruidragers · etappewinnaars
 Nederlandse rozetruidragers · etappewinnaars
Mannen:
1909 · 
1910 · 
1911 · 
1912 · 
1913 · 
1914 · 
1919 · 
1920 · 
1921 · 
1922 · 
1923 · 
1924 · 
1925 · 
1926 · 
1927 · 
1928 · 
1929 · 
1930 · 
1931 · 
1932 · 
1933 · 
1934 · 
1935 · 
1936 · 
1937 · 
1938 · 
1939 · 
1940 · 
1946 · 
1947 · 
1948 · 
1949 · 
1950 · 
1951 · 
1952 · 
1953 · 
1954 · 
1955 · 
1956 · 
1957 · 
1958 · 
1959 · 
1960 · 
1961 · 
1962 · 
1963 · 
1964 · 
1965 · 
1966 · 
1967 · 
1968 · 
1969 · 
1970 · 
1971 · 
1972 · 
1973 · 
1974 · 
1975 · 
1976 · 
1977 · 
1978 · 
1979 · 
1980 · 
1981 · 
1982 · 
1983 · 
1984 · 
1985 · 
1986 · 
1987 · 
1988 · 
1989 · 
1990 · 
1991 · 
1992 · 
1993 · 
1994 · 
1995 · 
1996 · 
1997 · 
1998 · 
1999 · 
2000 · 
2001 · 
2002 · 
2003 · 
2004 · 
2005 · 
2006 · 
2007 · 
2008 · 
2009 · 
2010 · 
2011 · 
2012 · 
2013 · 
2014 · 
2015 · 
2016 · 
2017 · 
2018 · 
2019 · 
2020 · 
2021 · 
2022 · 
2023 · 
2024 · 
2025
Vrouwen:
1988 · 
1989 · 
1990 · 
1991 ·
1992 ·
1993 · 
1994 · 
1995 · 
1996 · 
1997 · 
1998 · 
1999 · 
2000 · 
2001 · 
2002 · 
2003 · 
2004 · 
2005 · 
2006 · 
2007 · 
2008 · 
2009 · 
2010 · 
2011 · 
2012 ·
2013 · 
2014 ·
2015 ·
2016 ·
2017 ·
2018 ·
2019 ·
2020 ·
2021 ·
2022 ·
2023 ·
2024 ·
2025